# José Menéndez Menéndez

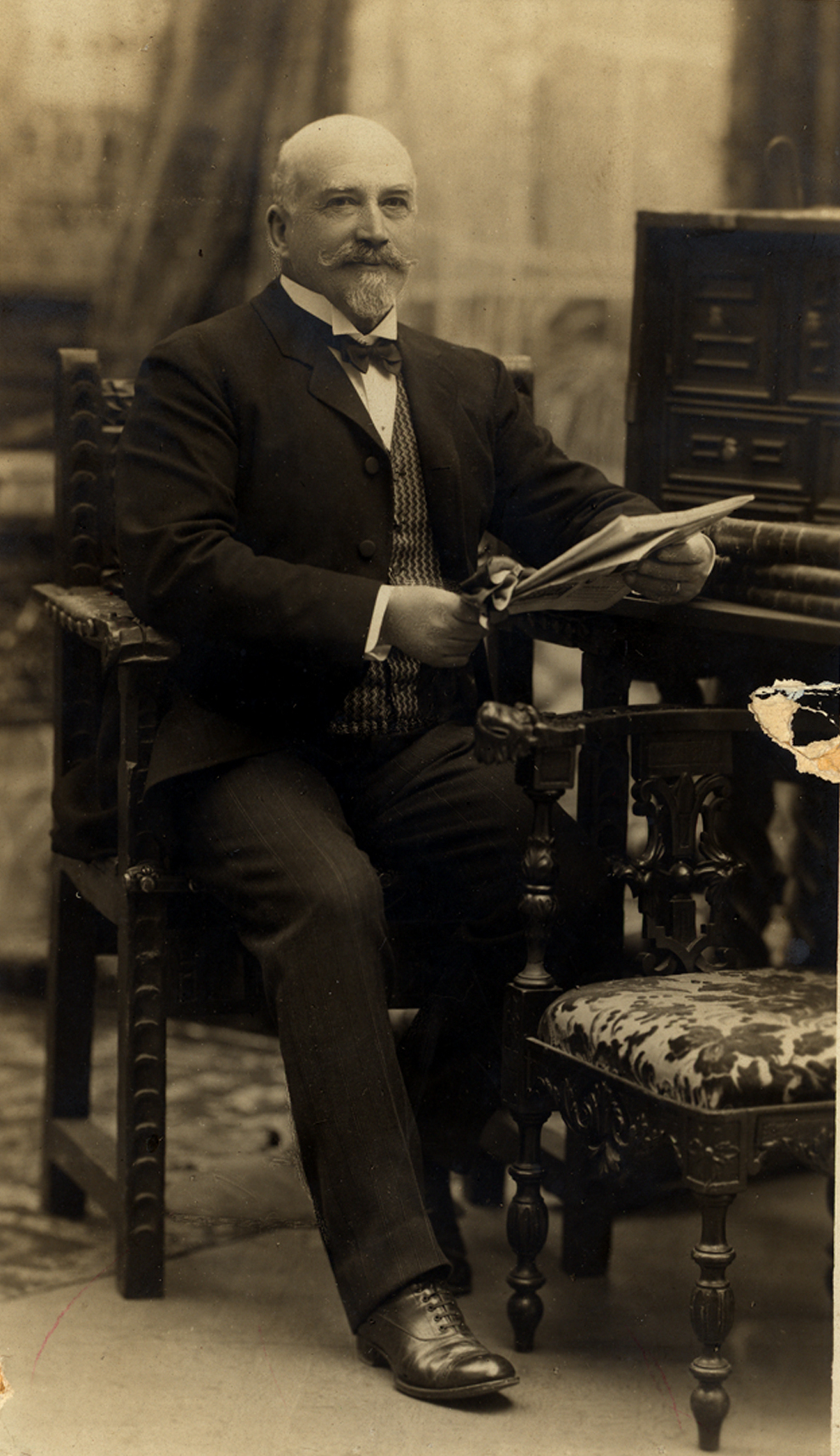
José Menéndez Menéndez

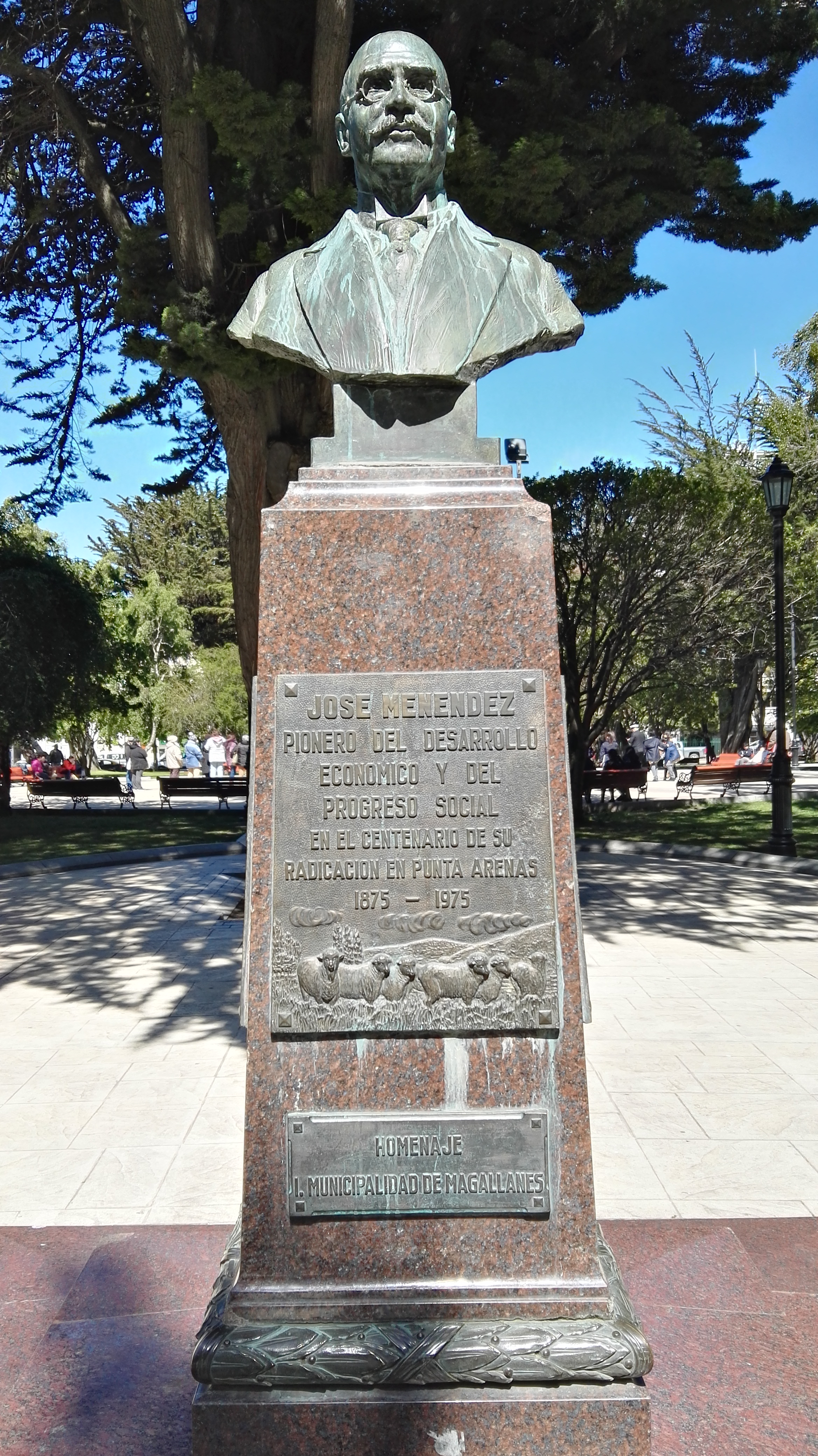
Statue von José Menéndez in Punta Arenas

José Menéndez Menéndez (* 2. November 1846 in Miranda (Avilés); † 24. April 1918 in Buenos Aires) war ein Unternehmer und Großgrundbesitzer in Patagonien und Feuerland. Er wurde auch „der König von Patagonien“ (El rey de la Patagonia) genannt.

## Leben
Menéndez wurde 1846 als Sohn einer kinderreichen Landarbeiterfamilie in der spanischen Provinz Asturien geboren. Er besuchte die Schule nur wenig, da er auf dem Feld arbeiten musste. Von seinem Onkel, einem Grundschullehrer, erlernte er Grundkenntnisse im Lesen, Schreiben und Rechnen. Nur zwei Tage nach seinem vierzehnten Geburtstag machte er sich mit dem Segelschiff „La Francisca“ in der dritten Klasse auf den Weg nach Havanna in Kuba. Dort arbeitete er in einem Juweliergeschäft eines entfernten Verwandten, der ihm auch die Buchführung beibrachte. Mit seinem Ersparten gründete er mit einem anderen Einwanderer sein erstes Geschäft. Dieser betrog Menéndez jedoch und floh mit dem gesamten Kapital. 
Anschließend begann er erneut zu sparen und reiste 1866 nach Buenos Aires, wo er als Buchhalter in einem Eisenwarengeschäft, das auf den Schiffsbedarf spezialisiert war, Anstellung fand. 1873 schickte ihn die Firma nach Punta Arenas, um säumige Zahlungen des Kaufmanns Luis Piedrabuena einzutreiben. Da dieser jedoch zahlungsunfähig war, übertrug er sein Geschäft an Menéndez, der die Zahlung der überfälligen Summe übernahm. Im selben Jahr heiratete er die Uruguayerin María Behety. Zwei Jahre später machte sich Menéndez mit seinem Geschäft in Punta Arenas selbstständig. Dieser Zeitpunkt fiel mit dem Höhepunkt der Einwanderungswelle aus Europa in diesen Landesteil mit dem aufkommenden Goldrausch und der wachsenden Kolonisierung des südlichen Teils Südamerikas zusammen. 
Menéndez erhielt 1878 vom Gouverneur die Konzession von 300 ha Land am Cabo Negro in der Nähe von Punta Arenas, wo er sich zwei Jahre später der Viehzucht widmete. Er ließ 500 Schafe von den Falklandinseln einführen, die sich in wenigen Jahren auf 140.000 vermehrten. Er baute für den Export seine eigene Eisenbahnlinie mit Schiffskai und erwarb für 353 Pfund Sterling sein erstes Schiff, um in die lukrative Jagd von Mähnenrobben einzusteigen. 1880 eröffnete er außerdem ein Hotel. Anschließend wandte er sich dem Holzhandel zu, das wegen des starken Zustroms an neuen Siedlern boomte. Er kaufte Ländereien von in finanzielle Schwierigkeiten geratenen Farmern und konnte die Produktivität mit moderner Technologie in wenigen Jahren enorm steigern. 1892 erwarb er mit der Amadeo das erste Dampfschiff der Region, das kurz darauf den Missionar José Fagnano zur Gründung einer Salesianermission nach Río Grande an der Ostküste von Feuerland brachte, wo Menéndez auch über einen riesigen Landbesitz verfügte. Dieser wurde ihm durch den deutschen Einwanderer Julius Schelkly, der für Menéndez arbeitete und über gute Kontakte zum argentinischen Gouverneur und Präsidenten verfügte, als staatliche Konzession vermittelt. 
Sein Ansehen wuchs kontinuierlich. 1893 war er zum größten privaten Landbesitzer, größten Exporteur von Gold und Wolle und zweitgrößten Viehzüchter der Provinz aufgestiegen. Mit seinen Einnahmen kaufte er von England ein Dampfschiff und wurde Reeder. 1897 übernahm er die Kosten für den Bau des Teatro Colón in Punta Arenas – später in Teatro Municipal umbenannt. Er trieb die Elektrifizierung der Stadt voran und wurde 1898 Vorsitzender der „Sociedad de Luz Eléctrica de Punta Arenas“ (Elektrizitätsgesellschaft von Punta Arenas). Zur Jahrhundertwende war er mit 220.000 ha Land zum größten Landbesitzer des argentinischen Patagonien aufgestiegen. Er eröffnete mehrere Fleischverarbeitungsbetriebe und gründete 1917 in Río Grande zusammen mit anderen Großgrundbesitzern die Compañía Frigorífica de Tierra del Fuego, mit der es ab nun möglich war, tiefgefrorenes Fleisch nach Übersee zu verschiffen. Zusätzlich legte Menéndez eine Schmalspurbahn von seiner Estancia zur Hafenmole an.
Menéndez vergrößerte seine Reederei auf über 50 Schiffe, investierte in Goldschürfanlagen, nach der Entdeckung von Kupfer auf der Brunswick-Halbinsel auch in den Kupferbergbau und nach der Erfindung der norwegischen Harpunenkanone in den Walfang. Er gab häufig Spenden an das Rote Kreuz, öffentliche Schulen, die Feuerwehr und ein Krankenhaus. Auf seiner fünften Reise nach Europa 1910 spendete er auch in seinem Heimatdorf und in Avilés für wohltätige Zwecke. Auf seiner achten Reise schenkte er dem spanischen Staat einen Dampfer, den er in England bestellte. Nach seiner Rückkehr in Argentinien gründete er die Dampfschifflinie Línea Argentina de Navegación a Vapor für den Passagier- und Frachtverkehr mit zwei neuen Schiffen aus Schottland. Da Menéndez für seine Schiffe in den gefährlichen Gewässern um Feuerland auch eine Versicherung benötigte, stieg er mit der Gründung der Compañía de Seguros La Austral in das Versicherungsgeschäft ein. 

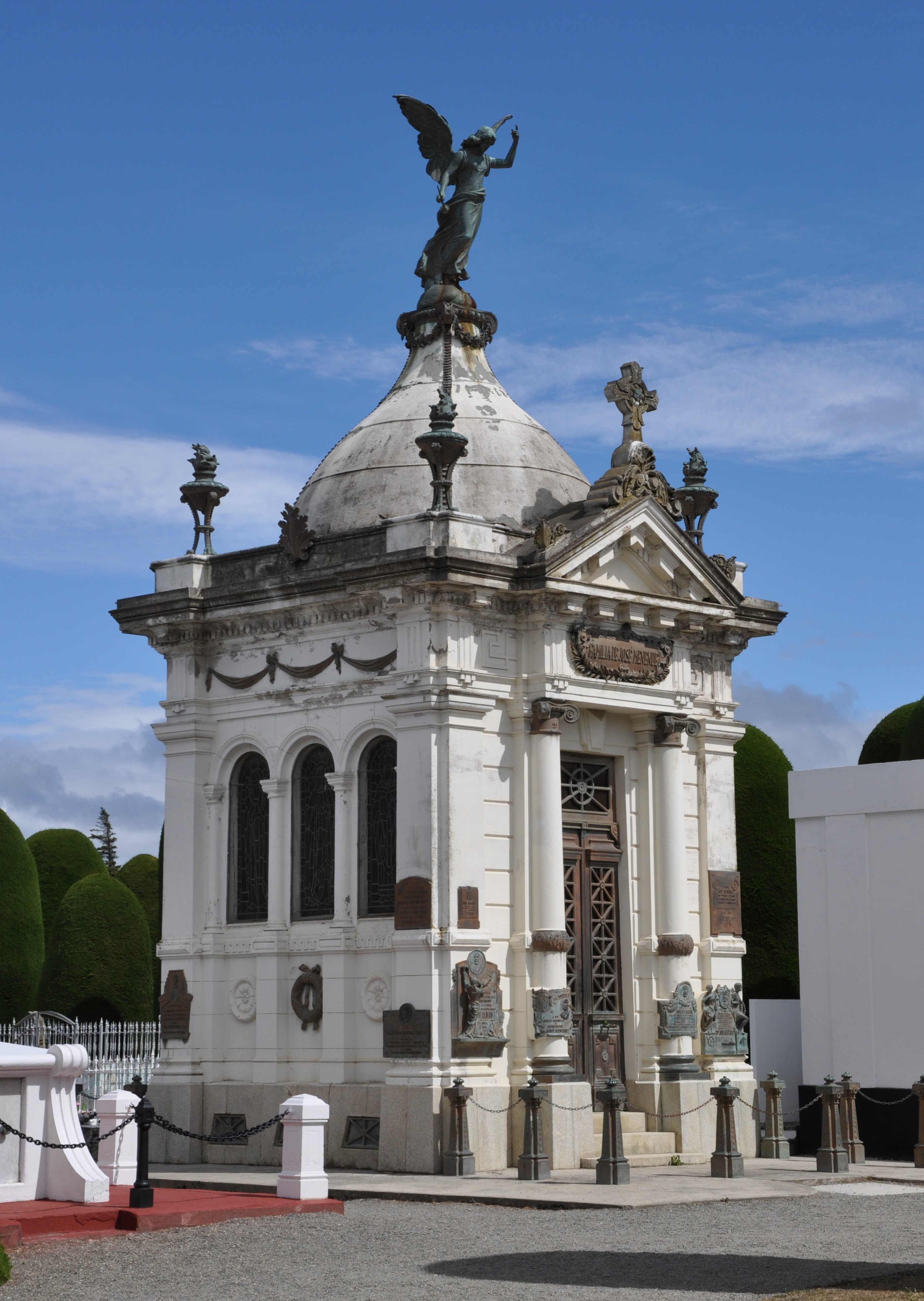
José Menéndez' Mausoleum in Punta Arenas

Menéndez starb am 24. April 1918 im Alter von 71 Jahren an einer Krebserkrankung und wurde ein Jahr später in einem im Genueser Patrizierstil errichteten Mausoleum auf dem öffentlichen Friedhof in Punta Arenas beigesetzt. Laut seinem Testament vermachte er von seinem Nachlass eine Million Peseten an Alfons XIII., um die Schulbildung im Königreich zu fördern, 150.000 Peseten an den Bürgermeister von Avilés, für den gleichen Zweck und um in seinem Heimatdorf eine Schule mit seinem Namen zu eröffnen, 250.000 argentinische Pesos für wohltätige Zwecke in Argentinien, 95.000 chilenische Pesos für die gleiche Bestimmung in Chile, 180.000 chilenische Pesos für den Bau eines Denkmals für den Seefahrer Ferdinand Magellan in Punta Arenas und 100.000 chilenische Pesos als Stipendium für das Universitätsstudium eines Gymnasiasten in Punta Arena, der Kind einer Arbeiterfamilie mit ausgezeichneten Noten ist.

## Genozid an den Selk’nam
Nachdem Menéndez seinen Landbesitz auch auf den argentinischen Teil von Tierra del Fuego ausgedehnt hatte, kam er in Konflikt mit dem dort ansässigen indigenen Volk der Selk’nam. Sie waren Jäger und Sammler und betrachteten die Schafe der Großgrundbesitzer als Allgemeingut, das sie jederzeit jagen könnten. Um wirtschaftlichen Schaden abzuwenden, organisierten Menéndez und andere Landbesitzer gezielt Jagden auf die Selk’nam mittels ihrer Vorarbeiter. Die ersten dieser Jagden fanden auf der Estancia „Gente Grande“ des deutschen Einwanderers Rudolf Stubenrauch im Norden von Feuerland statt. Den Vorarbeitern wurde eine Prämie von einem Pfund Sterling für bestimmte Körperteile der Indigenen gezahlt. Zunächst wurde die Prämie nur für die Ohren gezahlt. Nachdem aber lebende Selk’nam angetroffen wurden, denen die Ohren fehlten, wurde die Prämie nur für Köpfe, Hoden oder innere Organe gezahlt. Als besonders kaltblütig galt Alexander McLennan, ein schottischer Einwanderer und ehemaliger Soldat, der 1895 als Vorarbeiter in Menéndez' Dienst trat.  Von ihm wird erzählt, er habe sich neben der „konventionellen“ Menschenjagd auch kreative Grausamkeiten ausgedacht, wie einen am Strand aufgespülten Wal mit Strychnin zu bestreichen, damit sich die Selk’nam anschließend beim Verzehr vergiften. Er erhielt von Menéndez für seine treuen Dienste eine goldene Uhr der Marke  B. Haas, Jeunes et Cie., die Menéndez 1907 in Paris erworben hatte, und starb 1917 in Punta Arenas an Alkoholismus.

## Film
Menéndez wird in dem auf den Internationalen Filmfestspielen von Cannes 2023 vorgestellten Western Colonos als Großgrundbesitzer porträtiert.